# ألعاب الشاطئ العالمية
ألعاب الشاطئ العالمية هو حدث رياضي يقام كل سنتين ينظمها اتحاد اللجان الأولمبية الوطنية.كان من المخطط أن تقام النسخة الأولى في سان دييغو،الولايات المتحدة في الفترة ما بين 10 إلى 15 أكتوبر 2019 لكن تقرر ان تقام في الدوحة،قطر بدلاً منها.